# Alimmainen Mustajärvi
Alimmainen Mustajärvi och Ylimmäinen Mustajärvi, eller Mustajärvet är sjöar i Finland. De ligger i kommunen Enare i landskapet Lappland, i den norra delen av landet, 1 000 km norr om huvudstaden Helsingfors. Mustajärvet ligger 119,5 meter över havet. Arean är 42,3 hektar och strandlinjen är 4,8 kilometer lång. Sjön  ingår i Pasvik älvs huvudavrinningsområde. 